# Hoogovenstoernooi 1986
Het Hoogovenstoernooi 1986 was een schaaktoernooi dat plaatsvond in het Nederlandse Wijk aan Zee. Het werd gewonnen door Nigel Short.

## Eindstand
| Nr.    | Speler               | Punten |
| ------ | -------------------- | ------ |
| Goud   | Nigel Short          | 9½     |
| Zilver | John van der Wiel    | 8      |
| Zilver | Predrag Nikolić      | 8      |
| Zilver | Ljubomir Ljubojevic  | 8      |
| 5      | Robert Hübner        | 7½     |
| 6      | Julian Hodgson       | 7      |
| 6      | Gennadi Sosonko      | 7      |
| 8      | Alexander Chernin    | 6½     |
| 8      | Vlastimil Hort       | 6½     |
| 8      | Yasser Seirawan      | 6½     |
| 11     | Paul van der Sterren | 4½     |
| 11     | Ferdinand Hellers    | 4½     |
| 11     | Hans Ree             | 4½     |
| 14     | Nick de Firmian      | 3      |